# My Tiny Senpai
My Tiny Senpai (jap.: うちの会社の小さい先輩の話 Uchi no Kaisha no Chiisai Sempai no Hanashi) ist eine Mangareihe von Mangaka Saisō, die seit 2020 in Japan erscheint. Die romantische Comedy-Serie über die Beziehung zwischen einem Berufseinsteiger und einer älteren, aber kleinen Kollegin wurde 2023 als Animeserie adaptiert. 

## Inhalt
Als Neuer in seinem Bürojob wird Takuma Shinozaki (篠崎 拓馬) entgegen seinen Erwartungen von seiner älteren Kollegin Shiori Katase (片瀬 詩織里), die ihn einarbeiten soll, verhätschelt. Dazu ist Katase auch noch klein und niedlich, sodass Shinozaki sich bald in die liebenswerte und hilfsbereite junge Frau verliebt. Bei den alltäglichen Problemen steht sie ihrem jüngeren Kollegen oft zur Seite und bemüht sich, damit er sich gut in die Firma einfügt, sich aber auch nicht überarbeitet. Shinozakis Kindheitsfreundin Chinatsu Hayakawa (早川 千夏) arbeitet in der gleichen Abteilung und scheint erst eine Konkurrenz für Katase zu sein, ist aber eigentlich nicht an ihm interessiert. Ihr Vorgesetzter Chihiro Akina (秋那 千尋) erfreut sich an Romanzen am Arbeitsplatz und hat viel Spaß dabei, Shinozaki und Katase zu verkuppeln, indem er ihnen noch mehr Zeit zusammen verschafft.

## Veröffentlichungen
Der Manga erscheint seit April 2020 im Online-Magazin Storia Dash des Verlags Takeshobo. Dieser brachte die Kapitel auch gesammelt in bisher neun Bänden heraus. Im Jahr 2020 wurde die Serie auf Platz 11 der Webmanga-Kategorie beim Next Manga Award gewählt. Im August 2023 erreichte die gedruckte Auflage über 1 Million Bände. Beim Verlag Dokico erscheint seit Januar 2025 eine deutsche Übersetzung von Fabian Kraft in bisher einem Band (Stand: Januar 2025). Bei Meian erscheint eine französische Übersetzung.
Beim Studio Project No.9 entstand unter der Regie von Mitsutoshi Satō eine Umsetzung des Mangas als Anime für das japanische Fernsehen. Die Drehbücher schrieben Keiichirō Ōchi, Satoru Sugizawa und Yasuko Aoki. Das Charakterdesign wurden entworfen von Hayato Hashiguchi und Hiromi Ogata und die künstlerische Leitung lag bei Lin Ge. Die Tonarbeiten leitete Yayoi Tateishi und für die Kameraführung war Shōta Harada verantwortlich.
Im Oktober 2022 wurde der Anime erstmals angekündigt. Die zwölf Folgen mit je 23 Minuten Laufzeit wurden vom 1. Juli bis 1. Oktober 2023 von TV Asahi in Japan gezeigt. Parallel dazu erfolgte die internationale Veröffentlichung per Streaming auf der Plattform Crunchyroll, mit Untertiteln unter anderem auf Deutsch und Englisch und mit Synchronfassungen in Englisch, Spanisch und Portugiesisch.

### Synchronisation
| Rolle             | Japanische Stimme (Seiyū) |
| ----------------- | ------------------------- |
| Shiori Katase     | Hina Tachibana            |
| Takuma Shinozaki  | Yūki Shin                 |
| Yutaka Shinozaki  | Mikako Komatsu            |
| Chihiro Akina     | Nobunaga Shimazaki        |
| Chinatsu Hayakawa | Yumiri Hanamori           |

### Musik
Die Musik der Serie stammt von Sumika Horiguchi. Der Vorspann ist unterlegt mit Honey von Tōya Kobayashi und das Abspannlied ist Sugar von YU-KA.